# ليزر فوق صوتي
تستخدم أشعة الليزرالفوق صوتية  لتوليد وكشف الموجات الفوق صوتية ، فهي تقنية تستخدم لقياس عرض المادة ولوصفها وكشف عيوبها.

## الجهاز
يتكون نظام أشعة الليزر الفوق صوتية من:
- جهاز توليد الاشعة الفوق صوتية.
- جهاز ملاحظة الاشعة.
- جهاز تقويم التيار الكهربي.

## تدفق الموجات الفوق صوتية بأشعة الليزر
تدفق أشعة الليزر عبارة عن نبضات قصيرة (من عشر نانوثانية إلى فمتوثانية) وحزمة ليزر عالية القوة، تستخدم أشعة الليزر الشائعة في توليد الاشعة الفوق صوتية طبقًا للمبدأ الفيزيائي (مبدأ الانتشار الحراري), في هذا المبدأ تتولد الاشعة الفوق صوتية من الانتشار الحراري المفاجئ الذي يؤدي إلى تسخين طبقة رقيقة من سطح المادة بنبضة الليزر, فاذا كانت قوة الليزر التي تكفي لتسخين السطح أعلى من درجة انصهار المادة فان بعض المواد تتبخر وتتولد الموجات الفوق صوتية من تأثير الارتداد لانتشار المادة المتبخرة.
أما في نظام التذرية فان البلازما تتكون فوق سطح المادة وانتشارها يعتبر بمثابة مساهمة كبيرة لتوليد الموجات الفوق صوتية وبالتالي فان انماط الانبعاثية والوسط المحيط يختلف باختلاف الالية.
محتوى التردد للموجات فوق الصوتية المتولدة يحدد جزئيًا بمحتوى التردد لنبضات الليزر بنبضات أقصر ولكن ترددها عالي، ولتوليد الترددات العالية من أشعة الليزر تستخدم مضخة التحقق في تكوين مضخة مع نظام الكشف.

## طرق كشف الموجات الفوق صوتية عن طريق الليزر
يمكن الكشف بالموجات الفوق صوتية عن طريق الليزر نظريا بطرق متنوعة, معظم الطرق تستخدم اشعات ليزر متواصلة أو نبضات طويلة من اشعة الليزر, لكن بعضها يستخدم النبضات القصيرة لتقليل الترددات العالية إلى د س في مضخة التكوين التقليدية بالتوليد، وبعض الطرق يتطلب تردد عالي ثابت وهذا يعني طول مدة الالتصاق.
طرق الكشف الشائعة تتضمن التداخل وانحراف حزمة بصرية وبالممارسة يتحدد اختيار الأسلوب العملي للكشف وذلك بواسطة النظريات الفيزيائية والملاحظة وسطح العينة, وكثيرا من الطرق تفشل في العمل الجيد على الاسطح الخشنة.
و هناك عديد من الخطط للتغلب علي هذه المشكلة ولكن هذه الطرق عادة مكلفة وغالية الثمن.
فالأمر يتطلب مزيد من قوة الليزر حتى تحقق نفس إشارة الصوت في الظروف المثالية.

## وصلات خارجية
- معلومات عن الغاز المرتبط بالليز عبر الكشف بالموجات الصوتية